# Östlig slätspolsnäcka
Östlig slätspolsnäcka (Cochlodina orthostoma) är en snäckart som först beskrevs av Menke 1828.  Östlig slätspolsnäcka ingår i släktet Cochlodina, och familjen spolsnäckor. Enligt den finländska rödlistan är arten sårbar i Finland. Arten har ej påträffats i Sverige. Artens livsmiljö är lundskogar.